# Pamela Mountbatten
Pamela Carmen Louise Hicks, született : Mountbatten (Barcelona, 1929. április 19. –) brit arisztokrata, II. Erzsébet udvarhölgye.

## Élete
1929. április 19-én született Barcelonában Lajos Ferenc battenbergi herceg kisebbik leányaként. Pamela a New York-i Hewitt iskolába járt.
1991-ben Pamela Hicks egy befektetési alap és részvénybefektetési cég igazgatója lett.

## Családja
1960. január 13-án hozzáment David Hicks lakberendezőhöz, kinek három gyermeket szült:
- Edwina Victoria Louise Hicks (1961. december 24. –), ⚭ Jeremy Alexander Rothwell Brudenell;
- Ashley Louis David Hicks (1963. július 18. –), ⚭ (1) 1983 Allegra Marina Tondato, ⚭ (2) 2015 Katalina Sharkey de Solis;
- India Amanda Caroline Hicks (1967. szeptember 5. –), ⚭ 2021 David Flint Wood.

## Memoárok
- India Remembered. A Personal Account of the Mountbattens During the Transfer of Power. Pavilion Books, 2007, ISBN 978-1-86205-759-3.
- Daughter of Empire. Life as a Mountbatten. Weidenfeld & Nicolson, 2012, ISBN 978-0-29786-482-0.

## Fordítás
Ez a szócikk részben vagy egészben  a   Lady Pamela Hicks című angol Wikipédia-szócikk ezen változatának fordításán alapul.  Az eredeti cikk szerkesztőit annak laptörténete sorolja fel. Ez a jelzés csupán a megfogalmazás eredetét és a szerzői jogokat jelzi, nem szolgál a cikkben szereplő információk forrásmegjelöléseként.